# Maître du Prince de Piémont
Le Maître du Prince de Piémont est un enlumineur savoyard anonyme du XVe siècle. Il doit son nom de convention à un livre d'heures décoré pour Amédée IX.

## Éléments biographiques
Il a travaillé pour le duc Amédée IX, prince de Piémont de 1465 à 1472. On attribue à ce maître une série de manuscrits au style ingénu mais séduisant, qui s'inscrivent dans la lignée de l'œuvre de Péronet Lamy, un autre enlumineur de la maison de Savoie.

## Manuscrits attribués
- Livre d'heures, Bibliothèque d'État de Russie, Ms. F.183 n°447
- Heures à l'usage des Antonins, 13 miniatures, bibliothèque du patrimoine de Clermont Auvergne Métropole, Ms.84[2]
- Heures d'Amédé IX, bibliothèque d'État de Wurtemberg à Stuttgart, ms. HB I 175[3]
- Tractatus de herbis, écrit en 1458 à Bourg-en-Bresse, bibliothèque Estense, Modène, A.L.9.28
- Heures à l'usage de Lyon, vers 1460-1465, 19 miniatures, avec les armoiries ajoutées a posteriori de Jacques d'Amanzé et Philippine de Damas-Digoine, bibliothèque de l'Arsenal, Ms.655[4]
- Heures à l'usage de Rome, fragments de 10 feuillets découpés, vers 1460-1465, Musée lorrain, Nancy
- Heures à l'usage de Rome, vers 1460-1465, 11 miniatures, bibliothèque de l'université de Princeton, MS Garett 54[5]
- Heures à l'usage de Rome, vers 1465-1470, Bibliothèque royale (Pays-Bas), 76 G 14[6]